# 圆坚果薹草
圆坚果薹草（学名：Carex orbicularinucis）是莎草科薹草属的植物。分布在中国大陆的云南中部至四川南部等地，生长于海拔1,700米至1,900米的地区，见于山坡、草地上干燥处、山谷灌丛中或水沟边，目前尚未由人工引种栽培。